# Jeromy Burnitz
Jeromy Neal Burnitz (nascido em 15 de abril de 1969) é um ex-jogador profissional de beisebol. Burnitz era campista direito na Major League Baseball onde jogou pelo New York Mets (1993–94, 2002–03), Cleveland Indians (1995–96), Milwaukee Brewers (1996–2001), Los Angeles Dodgers (2003), Colorado Rockies (2004), Chicago Cubs (2005) e Pittsburgh Pirates (2006).

## Aposentadoria
Os Pirates optaram por não renovar seu contrato em 1º de novembro de 2006. Em 11 de março de 2007, Burnitz anunciou sua aposentadoria após jogar por 14 temporadas.
Jeromy atualmente reside em San Diego subúrbio de Poway, Califórnia, com sua esposa Kristyn e seus três filhos Chloe, Grace e Jake.